# No Consequence
No Consequence ist eine englische Metal-Band aus Guildford, welche Technical Death Metal mit Elementen des Progressive Metals vermischt. Die Band schreibt sich selbst der Djent-Bewegung zu.

## Geschichte
2005 gegründet, veröffentlichte die Band 2007 mit Pathway ihre Debüt-EP. Im Februar 2009 gab die Band bekannt bei dem britischen Plattenlabel Basick Records einen Vertrag unterzeichnet zu haben. Der Kontakt zu dem Label kam über die Band The Arusha Accord zustande, mit der die Band ein Konzert in Bournemouth gespielt hatte und diese anschließend ihrem Label von der Band erzählt hatten. Mitte August 2009 wurde mit In the Shadow of Gods das Debütalbum der Band veröffentlicht. Im Anschluss hatte die Band mit einigen Mitgliederverlusten zu kämpfen. So verließ Tom Hale Anfang November die Band und wurde durch Tom Parkinson ersetzt. Zwischendurch spielte die Band auf der zweiten und letzten Ausgabe des Hellfire Festivals in Birmingham, wo sie neben Saxon, Anvil und Fields of the Nephilim zu sehen waren. Im Dezember 2009 wurde zudem bekannt gegeben, dass Phil Winterbottom aus gesundheitlichen Gründen und wegen des Ablaufems seines Visums die Band verlassen hatte. Er wurde kurzfristig durch Adam Winter von der Band The Final Bloodlust ersetzt, bis im Juni 2010 nach langer Suche in Chris Jones ein neuer Sänger gefunden wurde. Im September 2010 verließ des Weiteren Schlagzeuger Phil Brown die Band, woraufhin er durch Colin Bentham ersetzt wurde.
Sänger Chris Jones verließ 2012 die Band, da er Vater geworden war, aufgrund dessen die Band beschloss sich nicht auf die Suche nach einem neuen zweiten Sänger zu machen und in Zukunft nur noch mit Kaan Tasan als alleinigen Sänger weiterzumachen. Im Sommer spielte die Band eine Tour durch Großbritannien an der Seite von Uneven Structure, wo sie unter anderem auch auf dem UK Tech-Metal Fest zu sehen waren. Im Oktober hatte die Band einen Auftritt auf dem jährlich in Köln stattfindenden Euroblast Festival, wo sie neben Bands wie After the Burial, TesseracT und Skyharbor spielten.
Als Vorgeschmack auf das kommende Album veröffentlichte die Band Anfang März 2013 die Single Coerce:Conform, welche sie zum kostenlosen Download über die labeleigene bandcamp-Seite anbot. Es folgte Anfang April die Veröffentlichung des zweiten Studioalbums IO, welches die Band nach dem Jupitermond Io benannt hatte, da auf dem Planeten, aufgrund seiner großen vulkanischen Aktivitäten, ein sehr raues Klima herrscht, welches sie mit der unberechenbaren Natur der Erde assoziierten. Zudem stellt der Name des Albums eine Metapher zu den Songtexten der Band dar, die von der, aus der Sicht der Band, scheinbar stabilen Gesellschaft und deren Problemen handelt. Das Album wurde, bis auf die Schlagzeug-Parts in Daniel Reids eigenem Heimstudio aufgenommen und anschließend von den Fascination Street Studios abgemischt. Bei den Aufnahmen des Schlagzeugs wurde Colin Bentham von Mike Malyan von der Band Monuments unterstützt. Am 25. Mai spielte die Band auf der dritten Ausgabe des Djentivals in Karlsruhe neben unter anderem The Algorithm und Driven by Entropy.

## Sonstiges
Sowohl die Lieder von In the Shadow of Gods, als auch von IO wurden alle mithilfe der Software Guitar Pro komponiert, was den Austausch von neuen Ideen zwischen den Bandmitgliedern erleichterte. Die Tabs waren bis vor dem Umbau der eigenen Website auf dieser frei abrufbar.

## Diskografie

### Alben
- 2009: In the Shadow of Gods (Basick Records)
- 2013: IO (Europa: Basick Records, Nordamerika: Prosthetic Records)
- 2015: Vimana (Basick Records)

### EPs
- 2007: Pathway (Eigenvertrieb)

### Singles
- 2013: Coerce:Conform (Basick Records)